# Lionel Atwill

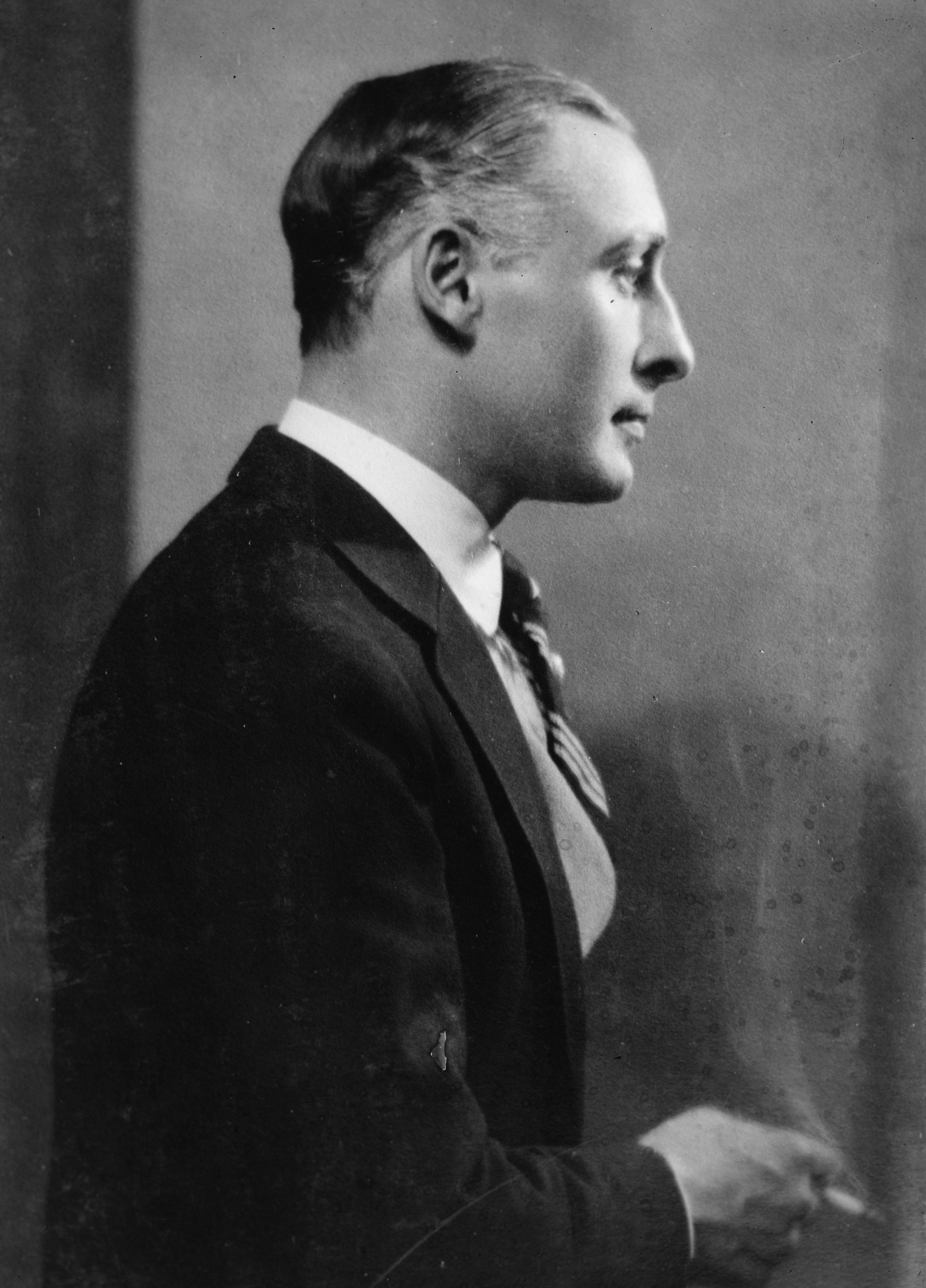
Lionel Atwill

Lionel Alfred William Atwill (* 1. März 1885 in Croydon, London; † 22. April 1946 in Hollywood, Kalifornien) war ein britischer Theater- und Filmschauspieler, der von 1915 bis zu seinem Tod hauptsächlich in den USA lebte und arbeitete.

## Leben

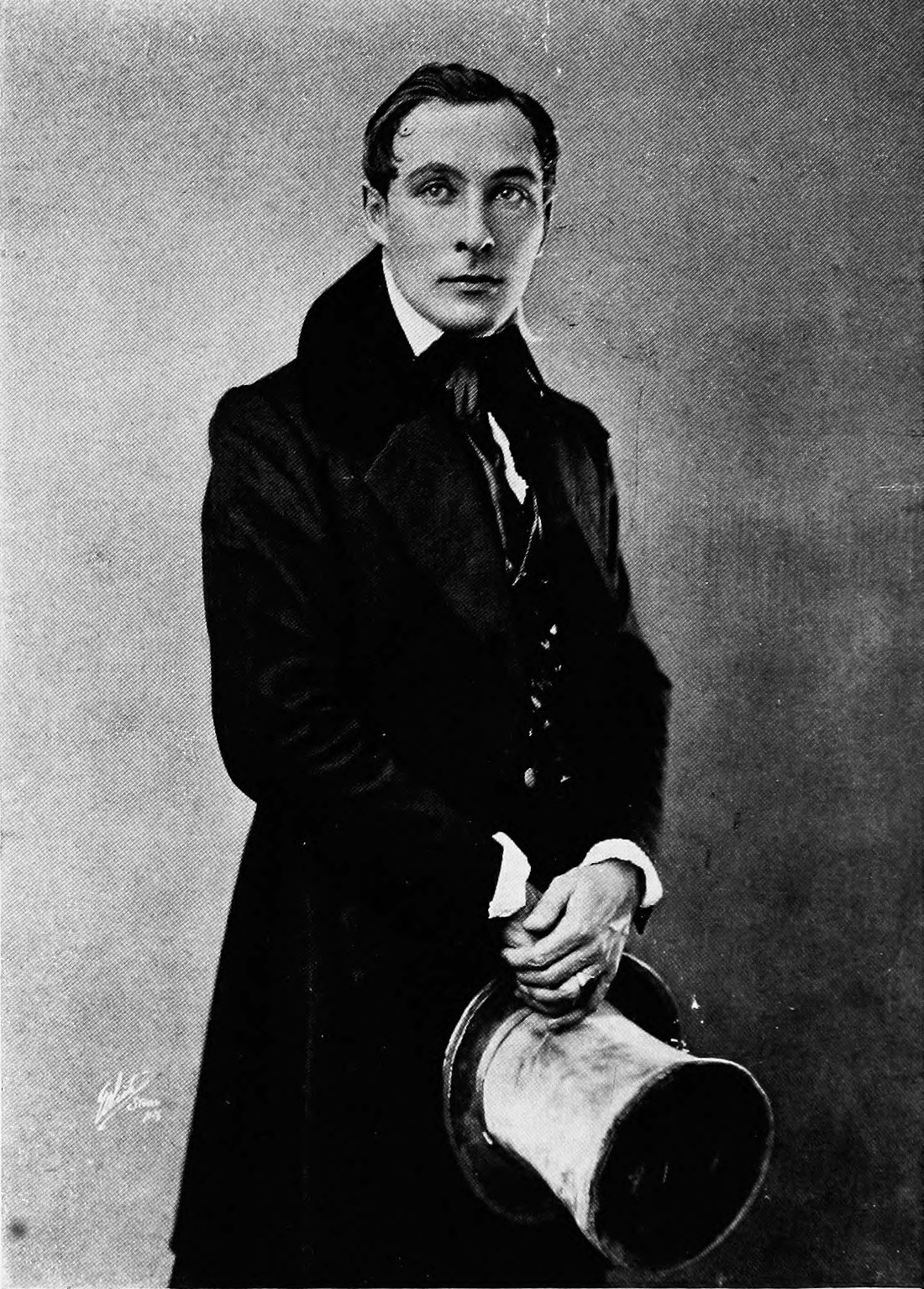
Lionel Atwill um 1921 in einer Theaterrolle

Der gebürtige Brite stand erstmals 1904 in London auf einer Theaterbühne. 1915 übersiedelte er in die USA, wo er in den folgenden Jahren zu einem vielbeschäftigten Broadway-Darsteller wurde. Daneben spielte er auch schon in etlichen Stummfilmen mit. Sein erster Tonfilm war 1932 der Mysterykrimi The Silent Witness. Bekannt wurde Lionel Atwill im selben Jahr durch die Titelrolle in Doctor X, einer Mischung aus Kriminalfilm und Horrorfilm. Atwill spielte den unheimlichen Leiter eines Forschungsinstituts so überzeugend, dass er zeitlebens von den Filmstudios bevorzugt als verrückter Wissenschaftler in Horrorfilmen besetzt wurde. (In der Quasi-Fortsetzung Das zweite Leben des Dr. X von 1939 übernahm allerdings Humphrey Bogart an Atwills Stelle die Rolle des Dr. Xavier.)
Anschließend verkörperte Lionel Atwill die Hauptrolle in Das Geheimnis des Wachsfigurenkabinetts. In diesem Horrorfilm spielte Atwill als exzentrischer Künstler Ivan Igor eine seiner besten Rollen. Ebenso bemerkenswert ist seine Darstellung eines mörderischen Zoodirektors in dem Pre-Code-Horrorfilm Murders in the Zoo im selben Jahr (1933).
Eine der Paraderollen von Lionel Atwill war der Mad Scientist – wie etwa in The Vampire Bat (1933), oder auch in Man Made Monster (1941) von George Waggner, der zugleich das Horrorfilm-Debüt von Lon Chaney jr. (in der Rolle der Kreatur) darstellt. Später sah man ihn noch in der Titelrolle von The Mad Doctor of Market Street (1942) sowie als schurkischen Wissenschaftler Dr. Maldor in der ersten Realverfilmung von Marvels Captain America (1944).
Lionel Atwill spielte Nebenrollen in fünf Fortsetzungen des Horrorklassikers Frankenstein, durch den Boris Karloff berühmt geworden war. Damit war er öfter als jeder andere Schauspieler in Universals Frankenstein-Serie zu sehen. In Frankensteins Sohn spielte er, neben Karloff, Basil Rathbone und Bela Lugosi, eine seiner markantesten Rollen, den Inspektor Krogh, dem einst von dem Monster ein Arm ausgerissen wurde. In Frankenstein kehrt wieder verkörperte er Dr. Bohmer, der das Gehirn des buckligen Ygor in den Körper des Monsters transplantiert. In kleineren Rollen wirkte er außerdem in Frankenstein trifft den Wolfsmenschen, Frankensteins Haus und Draculas Haus mit.
Lionel Atwill trat aber nicht nur in Horrorfilmen auf. In einer Verfilmung des Sherlock-Holmes-Romans Der Hund von Baskerville aus dem Jahr 1939 spielte er die Rolle des Dr. Mortimer. Einige Jahre später trat er in dem Film Die Geheimwaffe in der Rolle des Professor Moriarty, Sherlock Holmes’ Todfeind auf. Der Schauspieler Basil Rathbone spielte in beiden Filmen die Rolle des Sherlock Holmes und Nigel Bruce die Rolle des Dr. Watson. Auch in den Krimi-Reihen um Charlie Chan und Mr. Moto trat Atwill mehrere Male in Erscheinung.
In dem Piratenfilm Unter Piratenflagge spielte er an der Seite von Errol Flynn und Olivia de Havilland einen Plantagenbesitzer. Mit Marlene Dietrich drehte Lionel Atwill zwei Melodramen. In Das Hohe Lied spielte er einen alternden Baron, der sich in Marlene Dietrich verliebt, nachdem er eine Statue von ihr gesehen hat. In Der Teufel ist eine Frau verkörperte er den Polizeioffizier Don Pasquale, der von Marlene Dietrich erst verführt und dann fallengelassen wird. 1942 spielte Lionel Atwill eine Nebenrolle als chargierender Theaterschauspieler in der Komödie Sein oder Nichtsein, bei der Ernst Lubitsch Regie führte.
Als man Lionel Atwill Anfang der 1940er Jahre beschuldigte, auf einer Party in seinem Haus Pornofilme vorgeführt und eine Minderjährige verführt zu haben, bedeutete dies eine schwere Krise in seiner Karriere. Er erhielt anschließend nur noch Nebenrollen in B-Horrorfilmen. Bei einem seiner letzten Filme, der Gruselkomödie Genius at Work, arbeitete er noch einmal mit Bela Lugosi zusammen, an dessen Seite er zuvor schon in sechs anderen Filmen zu sehen gewesen war: 1935 in Das Zeichen des Vampirs, 1939 in The Gorilla, 1942 in Night Monster, und der neben Atwill in Son of Frankenstein sowie  in Frankenstein kehrt wieder Ygor, den buckligen Freund des Monsters, und in Frankenstein Meets the Wolf Man das Monster gespielt hatte.
Atwill war viermal verheiratet. Sein erster Sohn war Flugoffizier und fiel 1941 im Zweiten Weltkrieg. Nur sechs Monate vor seinem Tod wurde Atwill dann noch ein zweites Mal Vater eines Sohnes. Während der Dreharbeiten zu dem Serial Lost City of the Jungle starb Lionel Atwill 61-jährig am 22. April 1946 an einer durch Bronchialkrebs verursachten Lungenentzündung.

## Filmografie (Auswahl)
- 1918: For Sale
- 1918: Eve’s Daughter
- 1932: The Silent Witness
- 1932: Doctor X
- 1933: The Vampire Bat
- 1933: Das Hohe Lied (The Song of Songs)
- 1933: Das Geheimnis des Wachsfigurenkabinetts (Mystery of the Wax Museum)
- 1933: The Secret of Madame Blanche
- 1933: Panik im Zoo (Murders in the Zoo)
- 1933: The Sphinx
- 1933: Secret of the Blue Room
- 1934: The Age of Innocence
- 1934: Die Königin von Paris (Nana)
- 1935: Das Zeichen des Vampirs (Mark of the Vampire)
- 1935: Unter Piratenflagge (Captain Blood)
- 1935: Der Teufel ist eine Frau (The Devil Is a Woman)
- 1935: Der elektrische Stuhl (The Murder Man)
- 1935: Spione küßt man nicht (Rendezvous)
- 1937: The Great Garrick
- 1937: The Road Back
- 1938: Three Comrades
- 1938: Der große Walzer (The Great Waltz)
- 1939: Der Hund von Baskerville (The Hound of the Baskervilles)
- 1939: Balalaika
- 1939: Frankensteins Sohn (Son of Frankenstein)
- 1939: Dr. Kildare: Das Geheimnis (The Secret of Dr. Kildare)
- 1939: Mr. Moto und sein Lockvogel (Mr. Moto Takes a Vacation)
- 1939: The Three Musketeers
- 1939: The Gorilla
- 1940: Der Draufgänger (Boom Town)
- 1940: Charlie Chan in Panama
- 1940: Charlie Chan auf Kreuzfahrt (Charlie Chan's Murder Cruise)
- 1941: Monstermann verbreitet Schrecken (Man Made Monster)
- 1942: Sein oder Nichtsein (To Be or Not to Be)
- 1942: Frankenstein kehrt wieder (The Ghost of Frankenstein)
- 1942: The Mad Doctor of Market Street
- 1942: Abbott und Costello unter Kannibalen (Pardon My Sarong)
- 1942: Night Monster
- 1942: Die Geheimwaffe (Sherlock Holmes and The Secret Weapon)
- 1942: The Strange Case of Dr Rx
- 1943: Frankenstein trifft den Wolfsmenschen (Frankenstein Meets the Wolf Man)
- 1944: Frankensteins Haus (House of Frankenstein)
- 1944: Captain America (Serial)
- 1945: Draculas Haus (House of Dracula)
- 1946: Genius at Work
- 1946: Lost City of the Jungle (Serial)